# 鹿寨秋海棠
鹿寨秋海棠（学名：Begonia luzhaiensis）是秋海棠科秋海棠属的植物。分布在中国大陆的广西等地，多生于山坡下部石灰岩山地峭壁岩石缝中，目前尚未由人工引种栽培。
其种加词“luzhaiensis”意为“广西鹿寨的”。